# Llista de curses de motociclisme anuals
Aquesta és una llista amb les principals curses de motociclisme anuals, ordenada cronològicament per la seva data de celebració. La llista aplega totes aquelles curses i esdeveniments destacats relacionats amb el motociclisme (com ara concentracions i aplecs) que se celebren o s'han celebrat antigament amb periodicitat anual. Les curses ja desaparegudes s'identifiquen pel fet de tenir informada la columna Final i estar remarcades en color beix.
Les curses que s'han compilat són les més conegudes internacionalment i/o les principals que han tingut mai lloc als Països Catalans, tot i que no és una llista extensiva i n'hi poden faltar algunes. Així, per exemple, no se n'esmenta cap de les que es disputen en les diverses modalitats del motociclisme en pista (Speedway, Grasstrack, etc.), ni tampoc cap cursa d'acceleració important, degut bàsicament a la manca d'informació i la poca repercussió que tenen aquestes modalitats en l'àmbit catalanoparlant.
A 1 de gener de 2014
| Mes        | Data                    | Esdeveniment                                             | Modalitat           | Lloc                                    | País           | Inici | Final |
| ---------- | ----------------------- | -------------------------------------------------------- | ------------------- | --------------------------------------- | -------------- | ----- | ----- |
| Gener      | 1a quinzena de gener    | Ral·li Dakar                                             | Ral·li raid         | Àfrica (fins al 2007) / amèrica del Sud | Diversos       | 1979  | -     |
| Gener      | Volts del dia de Reis   | Trial de Reis                                            | Trial               | Voltants de Dosrius                     | Catalunya      | 1967  | 1983  |
| Febrer     | Febrer                  | Enduro de Le Touquet                                     | Curses a la platja  | Le Touquet-Paris-Plage                  | França         | 1975  | -     |
| Febrer     | Febrer                  | Trial Indoor de Barcelona                                | Trial Indoor        | Palau Sant Jordi, Barcelona             | Catalunya      | 1978  | -     |
| Febrer     | Febrer                  | Enduro Indoor de Barcelona                               | Enduro Indoor       | Palau Sant Jordi, Barcelona             | Catalunya      | 2000  | -     |
| Febrer     | Febrer                  | Bassella Race                                            | Enduro Extrem       | Bassella                                | Catalunya      | 2000  | -     |
| Març       | Març                    | Dos Dies Tot Terreny del Segre                           | Enduro              | Ponts, Oliana i voltants                | Catalunya      | 1974  | -     |
| Març       | Març                    | Pujada de muntanya a Montserrat                          | Pujada de muntanya  | Carretera de Montserrat                 | Catalunya      | 1924  | 1980  |
| Març       | Març                    | Päijänteen ympäriajo                                     | Enduro Extrem       | Vora el llac Päijänne                   | Finlàndia      | 1927  | -     |
| Març       | Mitjan març             | Motocross der Azen                                       | Motocròs            | Sint Anthonis                           | Països Baixos  | 1947  | 1984  |
| Març       | Març                    | Trial de Sant Llorenç                                    | Trial               | Sant Llorenç del Munt                   | Catalunya      | 1967  | 2001  |
| Març       | Març                    | Gran Premi d'Espanya de Motocròs 125, 250 i 500cc *      | Motocròs            | Circuit de Montperler, Bellpuig         | Catalunya      | 2001  | 2003  |
| Març       | Finals de març          | Motocròs d'Esplugues                                     | Motocròs            | Circuit Ciutat Diagonal, Esplugues      | Catalunya      | 1964  | 1991  |
| Març       | Març / Abril            | Trial de Primavera                                       | Trial               | Viladrau i voltants                     | Catalunya      | 1965  | 1985  |
| Març       | Març / Abril            | El Trial de España                                       | Trial               | Sud de Califòrnia                       | Estats Units   | 1970  | -     |
| Abril      | Començaments d'abril    | Gran Premi d'Espanya de Motocròs 250cc *                 | Motocròs            | Circuit del Vallès, Sabadell-Terrassa   | Catalunya      | 1962  | 2003  |
| Abril      | Setmana Santa           | Tres Dies de Trial de Santigosa                          | Trial               | Sant Joan de les Abadesses i voltants   | Catalunya      | 1972  | -     |
| Abril      | Abril                   | Abu Dhabi Desert Challenge                               | Ral·li raid         | Desert d'Aràbia                         | Abu Dhabi      | 1991  | -     |
| Abril      | Abril                   | Gran Premi d'Espanya de MX1 i MX2 *                      | Motocròs            | Circuit de Montperler, Bellpuig         | Catalunya      | 2004  | -     |
| Abril      | Abril                   | X-Trial de les Nacions                                   | Trial Indoor        | Rotatori                                | Rotatori       | 2012  | -     |
| Maig       | 1a setmana de maig      | Sis Dies d'Escòcia de Trial                              | Trial               | Highlands                               | Escòcia        | 1909  | -     |
| Maig       | Maig                    | Pujada de muntanya a Vallvidrera                         | Pujada de muntanya  | Carretera de Vallvidrera, Barcelona     | Catalunya      | 1927  | 1972  |
| Maig       | Maig                    | Pujada de muntanya al Montseny                           | Pujada de muntanya  | Carretera del Montseny                  | Catalunya      | 1964  | 1988  |
| Maig       | Maig                    | Gran Premi de Catalunya de Motocròs                      | Motocròs            | Circuit de Montperler, Bellpuig         | Catalunya      | 2009  | -     |
| Maig       | Darrera setmana de maig | TT Illa de Man                                           | Velocitat           | Douglas i tota l'Illa de Man            | Illa de Man    | 1907  | -     |
| Juny       | Començaments de juny    | Baja 500                                                 | Cursa de desert     | Baixa Califòrnia                        | Mèxic          | 1969  | -     |
| Juny       | Començaments de juny    | Classic Racing Revival                                   | Concentració        | Dénia                                   | País Valencià  | 1993  | -     |
| Juny       | Començaments de juny    | Reviure Ossa Acció                                       | Concentració        | Esplugues de Llobregat                  | Catalunya      | 1994  | -     |
| Juny       | Juny                    | Gran Premi de Catalunya                                  | Velocitat           | Circuit de Catalunya, Montmeló          | Catalunya      | 1992  | -     |
| Juny       | Juny                    | Pujada de muntanya Sant Cugat-Tibidabo                   | Pujada de muntanya  | Carretera de Sant Cugat al Tibidabo     | Catalunya      | 1928  | 1989  |
| Juny       | Juny                    | Gran Premi d'Espanya *                                   | Velocitat           | Circuit de Montjuïc, Barcelona          | Catalunya      | 1951  | 1976  |
| Juny       | Juny                    | Dos Dies Tot Terreny de L'Espluga de Francolí            | Enduro              | L'Espluga de Francolí i voltants        | Catalunya      | 1970  | 1979  |
| Juny       | Juny                    | Impalada                                                 | Concentració        | Barcelona i voltants                    | Catalunya      | 1980  | -     |
| Juny       | Juny                    | ErzbergRodeo                                             | Enduro Extrem       | Estíria                                 | Àustria        | 1995  | -     |
| Juny       | Juny                    | Widowmaker hill climb                                    | Hillclimb           | Croydon, Utah                           | Estats Units   | 1964  | -     |
| Juny       | Darrer dissabte de juny | Gran Premi dels Països Baixos (Dutch TT)                 | Velocitat           | Circuit d'Assen                         | Països Baixos  | 1925  | -     |
| Juliol     | Començaments de juliol  | 24 Hores de Montjuïc                                     | Resistència         | Circuit de Montjuïc, Barcelona          | Catalunya      | 1955  | 1986  |
| Juliol     | Mitjan juliol           | 24 Hores Motociclistes de Catalunya                      | Resistència         | Circuit de Catalunya, Montmeló          | Catalunya      | 1995  | -     |
| Juliol     | Juliol                  | Pikes Peak International Hill Climb                      | Pujada de muntanya  | Pikes Peak, Colorado                    | Estats Units   | 1916  | -     |
| Juliol     | Juliol                  | Valli Bergamasche                                        | Enduro              | Alps de Bèrgam                          | Itàlia         | 1948  | -     |
| Juliol     | Juliol                  | 3 Hores Tot Terreny de Premià                            | Resistència TT      | Voltants de Premià de Mar               | Catalunya      | 1974  | 1979  |
| Juliol     | Juliol                  | Concentració Motociclista Internacional de Pont de Suert | Concentració        | Pont de Suert                           | Catalunya      | 1975  | 1985  |
| Juliol     | Juliol                  | 8 Hores de Suzuka                                        | Resistència         | Circuit de Suzuka                       | Japó           | 1978  | -     |
| Juliol     | Juliol                  | 24 Hores de Lieja                                        | Resistència         | Circuit de Spa-Francorchamps            | Bèlgica        | 1971  | 2003  |
| Juliol     | Juliol                  | Baja España-Aragón                                       | Ral·li raid         | Desert dels Monegres                    | Espanya        | 1983  | -     |
| Juliol     | Juliol                  | Concentració Internacional Imatra Motorcycle Touring     | Concentració        | Imatra                                  | Finlàndia      | ?     | -     |
| Juliol     | Juliol                  | Concentració Motociclista Internacional Faro             | Concentració        | Faro                                    | Portugal       | 1981  | -     |
| Agost      | Agost                   | Gran Premi de Bèlgica de Motocròs 500cc                  | Motocròs            | Circuit de La Citadelle, Namur          | Bèlgica        | 1947  | 2007  |
| Agost      | Agost                   | Gran Premi d'Espanya de Motocròs 125cc *                 | Motocròs            | Circuit El Cluet, Montgai               | Catalunya      | 1975  | 1986  |
| Agost      | Agost                   | Ral·li dos Sertões                                       | Ral·li raid         | São Paulo i Rio Grande do Norte         | Brasil         | 1993  | -     |
| Setembre   | Setembre                | Bol d'Or                                                 | Resistència         | Diversos                                | França         | 1922  | -     |
| Setembre   | Setembre                | Pujada a Sant Feliu de Codines                           | Pujada de muntanya  | Carretera BP-1432                       | Catalunya      | 1959  | 1988  |
| Setembre   | Setembre                | Por las Pampas Rally                                     | Ral·li raid         | Patagònia i desert d'Atacama            | Argentina      | 1998  | -     |
| Setembre   | Setembre                | 24 Hores de la Vall del Tenes                            | Resistència TT      | Lliçà d'Amunt                           | Catalunya      | 1979  | -     |
| Setembre   | Setembre                | 24 Hores de Le Mans                                      | Resistència         | Circuit de Le Mans                      | França         | 1978  | -     |
| Setembre   | Finals de setembre      | 24 Hores de Moià                                         | Resistència TT      | Circuit Verd, Moià                      | Catalunya      | 1972  | -     |
| Setembre   | Finals de setembre      | Trial de les Nacions                                     | Trial               | Rotatori                                | Rotatori       | 1984  | -     |
| Setembre   | Finals de setembre      | Motocròs de les Nacions                                  | Motocròs            | Rotatori                                | Rotatori       | 1947  | -     |
| Setembre   | Finals de setembre      | Sis Dies Internacionals d'Enduro                         | Enduro              | Rotatori                                | Rotatori       | 1913  | -     |
| Octubre    | Començaments d'octubre  | Copa de l'Avenir                                         | Motocròs            | Circuit Saint-Joseph, Nismes            | Bèlgica        | 1967  | -     |
| Octubre    | 12 d'octubre            | Montesada                                                | Concentració        | Tona (Osona)                            | Catalunya      | 2001  | -     |
| Octubre    | 2a setmana d'octubre    | Tres Dies dels Cingles de Trial                          | Trial               | Cingles de Bertí                        | Catalunya      | 1973  | 2007  |
| Octubre    | Octubre                 | Pujada de muntanya a la Rabassada                        | Pujada de muntanya  | Carretera de l'Arrabassada              | Catalunya      | 1922  | 1983  |
| Octubre    | Octubre                 | Rund um Zschopau                                         | Enduro              | Saxònia                                 | Alemanya       | 1955  | -     |
| Octubre    | Octubre                 | Ral·li dels Faraons                                      | Ral·li raid         | Desert del Sàhara                       | Egipte         | 1982  | -     |
| Octubre    | Finals d'octubre        | Scott Trial                                              | Trial               | Yorkshire                               | Anglaterra     | 1914  | -     |
| Novembre   | Novembre                | Trial Indoor Ciutat de Girona                            | Trial Indoor        | Pavelló Fontajau, Girona                | Catalunya      | 1988  | -     |
| Novembre   | 1 de novembre           | 150 Milles TT de Mollet                                  | Resistència TT      | Circuit de Gallecs, Mollet del Vallès   | Catalunya      | 1974  | 1978  |
| Novembre   | Novembre                | Gran Premi de la Comunitat Valenciana                    | Velocitat           | Circuit Ricardo Tormo, Xest             | País Valencià  | 1999  | -     |
| Novembre   | Novembre                | Bultacada                                                | Concentració        | Perafita                                | Catalunya      | 1994  | 2013  |
| Novembre   | Novembre                | Supercross de Barcelona                                  | Supercross          | Palau Sant Jordi, Barcelona             | Catalunya      | 1990  | 2008  |
| Novembre   | Novembre                | Novemberkåsan                                            | Enduro Extrem       | Diversos                                | Suècia         | 1915  | -     |
| Novembre   | Novembre                | Ral·li del Marroc                                        | Ral·li raid         | Desert del Sàhara                       | Marroc         | 2000  | -     |
| Novembre   | Novembre                | Freestyle Masters MX Barcelona                           | Freestyle Motocross | Palau Sant Jordi, Barcelona             | Catalunya      | 2004  | -     |
| Novembre   | Finals de novembre      | Baja 1000                                                | Cursa de desert     | Baixa Califòrnia                        | Mèxic          | 1967  | -     |
| Novembre   | Finals de novembre      | British Experts Trial                                    | Trial               | Anglaterra i Gal·les                    | Regne Unit     | 1929  | 2008  |
| Desembre   | Desembre                | Dos Dies de Trial Illa d'Eivissa                         | Trial               | Sant Antoni de Portmany                 | Illa d'Eivissa | 1979  | -     |
| Desembre   | Desembre                | Trial de les Nacions Indoor                              | Trial               | Rotatori                                | Espanya        | 2002  | 2008  |
| Desembre   | Volts de Nadal          | Trial de Nadal                                           | Trial               | Collserola                              | Catalunya      | 1964  | 1984  |
| Desembre   | Finals de desembre      | Motocròs del Fang                                        | Motocròs            | Vic                                     | Catalunya      | 1953  | 1959  |
| Desconegut | ?                       | Thruxton 500                                             | Resistència         | Circuit de Thruxton, Hampshire          | Anglaterra     | 1958  | 1973  |
| Desconegut | ?                       | Coppa Mille Dollari                                      | Motocròs            | Marques                                 | Itàlia         | 1965  | -     |

Notes
1. ↑   S'assenyalen amb * Grans Premis estatals que s'han celebrat habitualment als Països Catalans. Les dades d'aquesta taula fan referència a aquestes edicions, tot i que n'hi poden haver hagut de celebrades en altres indrets.
2. ↑   Darrera data de celebració del Gran Premi de Bèlgica (ja en la nova fórmula MX1) a l'històric Circuit de La Citadelle.
3. ↑   Data de finalització aproximada.